# Salmbach
Die französische Gemeinde Salmbach liegt im Département Bas-Rhin in der Region Grand Est (bis 2015 Elsass) an der Landesgrenze zu Deutschland und hat 587 Einwohner (Stand 1. Januar 2021).

## Weblinks

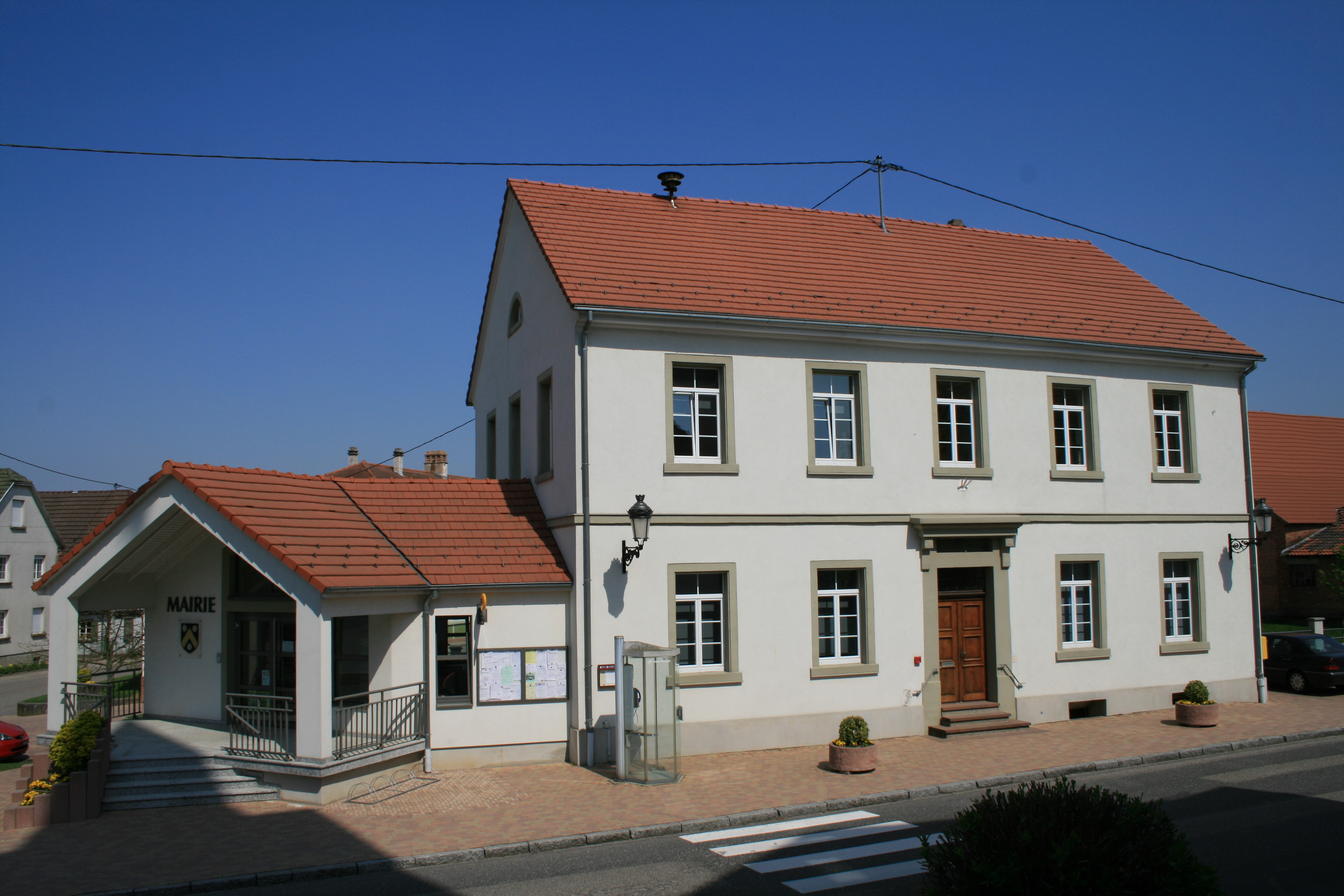
Mairie (Rathaus) in Salmbach
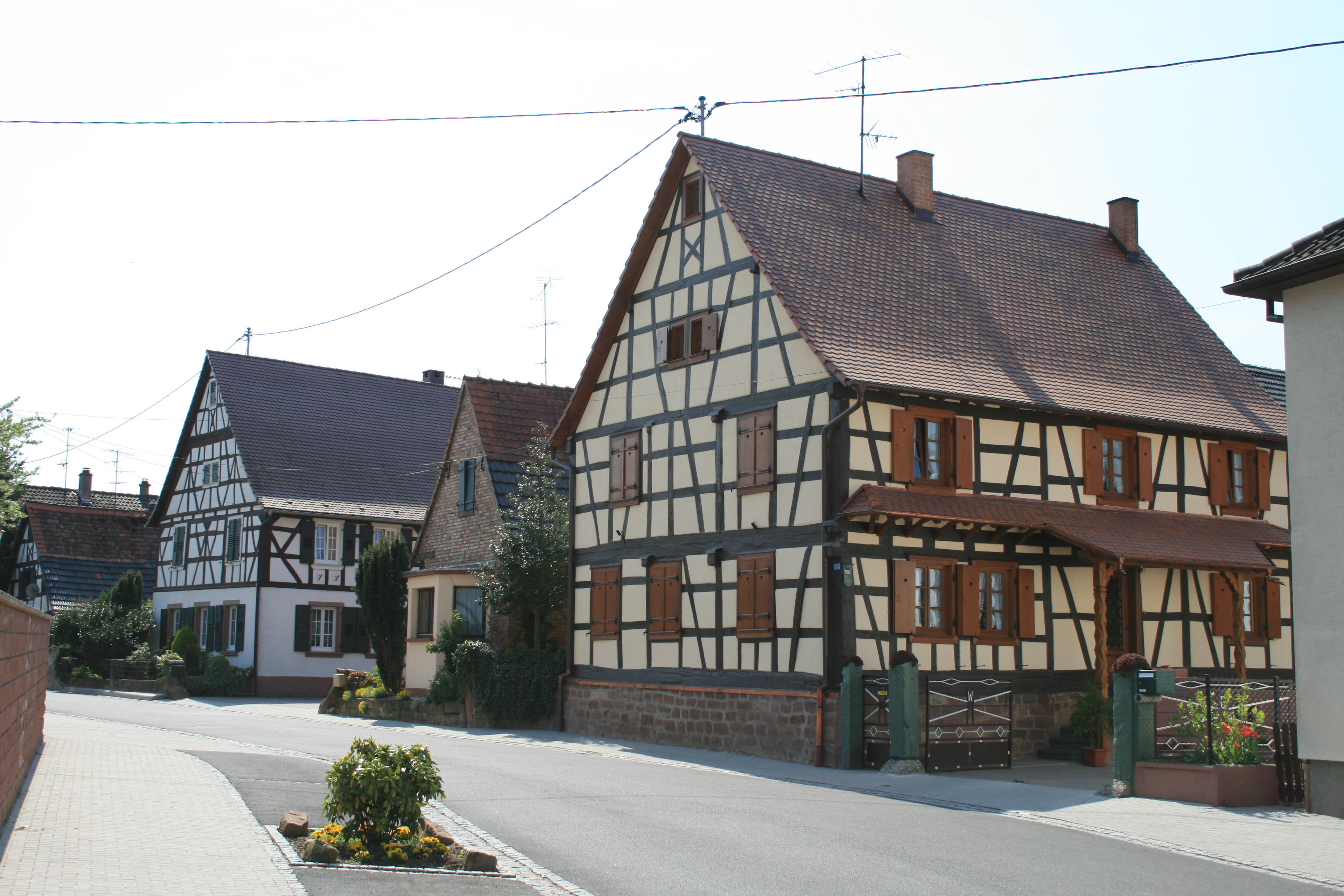
Fachwerk in Salmbach
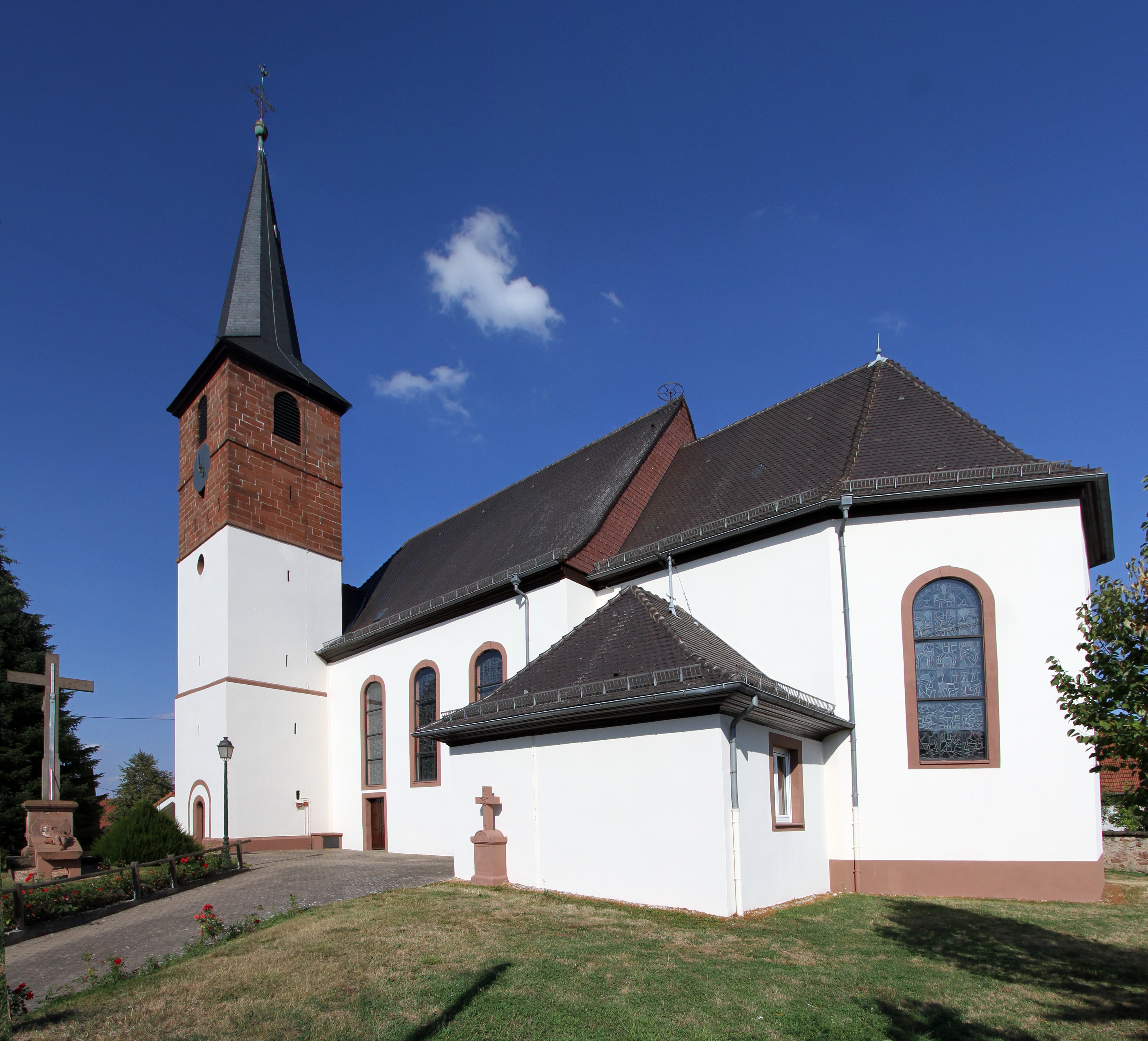
Kirche Saint-Étienne

## Bevölkerungsentwicklung
| Jahr      | 1962 | 1968 | 1975 | 1982 | 1990 | 1999 | 2007 | 2016 |
| Einwohner | 501  | 510  | 509  | 486  | 509  | 517  | 586  | 580  |